# Абильгазин, Ахан
Акан Абилгазин (15 сентября 1917 — 1976) — депутат Совета Союза Верховного Совета СССР III-го созыва (1950—1954).

## Биография
Родился 15 сентября 1917 года в селе Жанааул Кокчетавского уезда Акмолинской области (ныне — район Биржан сал Акмолинской области Казахстана).
Участник Великой Отечественной войны с 1941 по 1947 год. Призван в ноябре 1940 года. С 1940 по 1942 год был курсантом, с 1942 по 1944 год — младший лейтенант ветеринарной службы. Участвовал в боях за Сталинград, за что награждён медалью «За оборону Сталинграда», также участник 2-го Украинского фронта. Воевал в составе 106 гвардейского стрелкового полка 7 гвардейской армии.
После войны работал ветеринаром в родном ауле, был заведующим Кудук-Агашским зооветучастком.
С 1950 по 1954 год был депутатом Верховного Совета СССР, избран от Кокчетавской области. Присутствовал на похоронах Сталина.
Умер в 1976 году.